# Reidmar
Reidmar er i nordisk mytologi far til Fafner, Regin og Odder. Han blev slået ihjel af Fafner, da han ikke ville dele ud af den mandebod, der blev ham betalt for asernes mord på Odder (se Fafner for fortællingen).
Han er konge i Nidavellir.
| Nordisk mytologi | Spire Denne artikel om nordisk religion og mytologi er en spire som bør udbygges. Du er velkommen til at hjælpe Wikipedia ved at udvide den. |